# Boy Waterman
Boy Waterman (født 24. januar 1984 i Lelystad, Holland) er en hollandsk professionel målmand, der spiller for den cypriotiske klub APOEL.
Boy Waterman debuterede i SC Heerenveen den 25. februar 2004 mod hans tidligere klub, AFC Ajax. Denne kamp blev vundet med 4-1 til fordel for SC Heerenveen. I sæsonen 2004/2005 blev Boy Waterman 1. målmand hos SC Heerenveen, men efter at have spillet 4 kampe fik han en langvarig skade. Hans erstatter blev den nuværende belgiske landsholdspiller, Brian Vandenbussche. Først til sidst i 2005/2006 sæsonen spillede han igen en kamp for SC Heerenveen. Boy Waterman har spillet adskillige kampe for Oranje U-21.
I sommeren 2012 skiftede han til PSV Eindhoven på en fri transter fra den tyske klub Alemannia Aachen og har siden spillet flere forskellige klubber.

## Karriere
| sæson     | klub          | land    | liga       | kampe | mål |
| --------- | ------------- | ------- | ---------- | ----- | --- |
| 2003/2004 | SC Heerenveen | Holland | Eredivisie | 2     | 0   |
| 2004/2005 | SC Heerenveen | Holland | Eredivisie | 5     | 0   |
| 2005/2006 | SC Heerenveen | Holland | Eredivisie | 11    | 0   |
| Total     | Total         |         |            | 18    | 0   |